# Лициний II
Валерий Лициниан Лициний Младши, или Лициний II Цезар (ок. 315 – 326), е син и съимператор на Лициний от 317 до 324 г. Майка му Флавия Юлия Констанция е сестра на западния император Константин I.
Малолетният Лициний е издигнат за цезар от баща си Лициний през 317 г. Когато в 324 г. Лициний губи последната битка срещу Константин, той е детрониран и изпратен да живее в Тесалоника заедно със семейството си. Година по-късно е обесен по заповед на Константин.
Лициний Млади надживява баща си с около година, но в 326 г. също е екзекутиран, вероятно заради подозрение в заговор срещу чичо му Константин, който в същата година осъжда на смърт и сина си Крисп. Според неубедителни сведения Лициний Млади остава жив, но е заточен като роб в императорска текстилна работилница в Картаген. Тази спекулация е официално отхвърлена от историците.